# Premi de Teatre Català Ciutat de Sabadell
El Premi de Teatre Català Ciutat de Sabadell fou un guardó teatral, creat l'any 1971 per l'Acadèmia de Belles Arts de Sabadell, per tal d'estimular la creació de textos dramàtics en català. El seu origen cal buscar-lo en la forta activitat desenvolupada en aquella època per l'aula de teatre, dirigida per Francesc Ventura i Torres, d'aquesta entitat.

## 1971
Va ser atorgat a Josep Maria Benet i Jornet per l'obra Berenàveu a les fosques. El jurat va estar format per Albert Boadella, Maria Aurèlia Capmany, Xavier Fàbregas, Feliu Formosa, Fabià Puigserver, Frederic Roda i Ricard Salvat. Actuà com a secretari Manuel Costa Fernández que ho era de l'entitat organitzadora.

## 1972
Es va concedir a l'obra Entraré de nit de Francesc Barceló Fortuny. El jurat va estar format per les mateixes persones que en l'edició de 1971.